# SN 2008hv
SN 2008hv – supernowa typu Ia odkryta 2 grudnia 2008 roku w galaktyce NGC 2765. W momencie odkrycia miała maksymalną jasność 17,70m.